# Belonogaster juncea

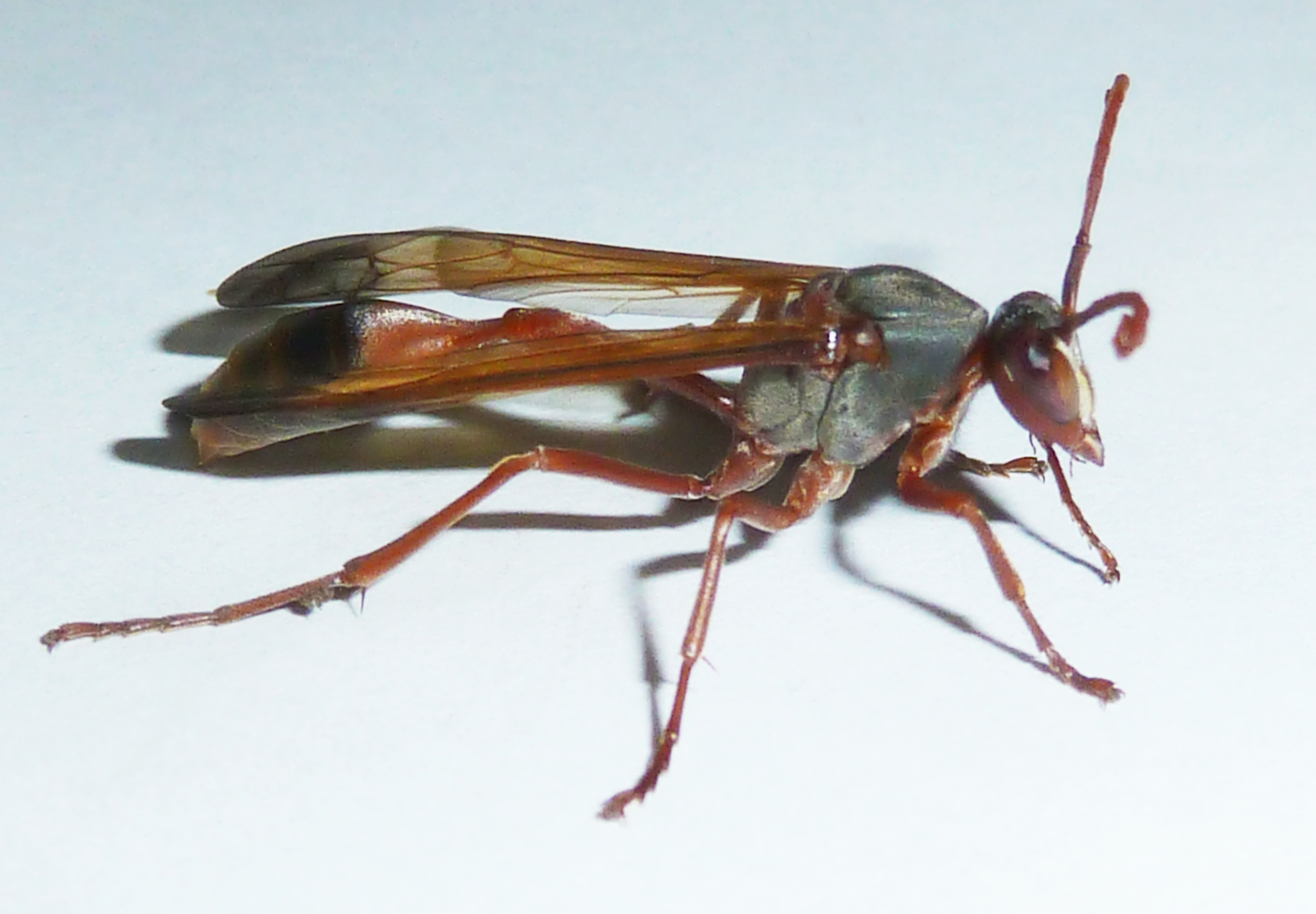

Belonogaster juncea (лат.) — вид общественных ос подсемейства полистины (Vespidae).

## Распространение
Африка: Ливия, Эфиопия, Судан, Руанда, Чад, Мали, Сенегал, Гамбия, Гвинея, Сьерра-Леоне, Либерия, Берег Слоновой Кости, Гана, Того, Бенин, Нигерия, Камерун, Габон, Заир, Ангола, Зимбабве, Замбия, Кения, Уганда, Малави, Мозамбик, Танзания, Южная Африка. Индия, Саудовская Аравия.

## Описание
Осы коричневого цвета (брюшко тёмно-бурое). Щёки не более чем в 1,5 раза шире глаз в профиль. Крылья затемнённые с красноватым оттенком, длиной около 2 см. Проподеум гладкий. Петиоль короткий.

## Синонимы
- Vespa juncea Fabricius, 1781